# Pacaembu (município)
Pacaembu é um município brasileiro do estado de São Paulo.
Localiza-se a uma latitude 21º33'44" sul e a uma longitude 51º15'38" oeste, estando a uma altitude de 415 metros. Segundo fontes do IBGE 2016, sua população é de 14.024 habitantes.

## História
A partir do avanço da Companhia Paulista de Estrada de Ferro rumo ao rio Paraná, por volta de 1925, foram plantadas lavouras que atraíram um maior número de agrupamentos humanos para o Oeste Paulista. Em consequência, foram surgindo núcleos urbanos, como os povoados de Sumatra, Iracema, Vila Pires, Guaraniúva, Esplanada, Marajoara e Jardim Marajoara, próximos entre si. Sumatra, o mais antigo, foi fundado pelos irmãos Senise; Iracema pelos irmãos Cavicchioli, enquanto que Guaraniúva teve como fundador Oswaldo Flácio Teixeira. Este apresentava a maior concentração de habitantes e maior índice de progresso, sendo elevado a Distrito de Paz, pertencente ao Município de Lucélia, em novembro de 1944. 
Com isto surgiu uma competição de progresso e desenvolvimento entre a sede e a povoação de Esplanada, cujo proprietário, a firma Teixeira, Souza e Pereira, loteou em quadras. Seu progresso foi tão rápido que ultrapassou o desenvolvimento da sede do Distrito. 
Em 1948, levando-se em consideração que as duas povoações, Guaraniúva e Esplanada, estavam próximas e interligadas, o Governo Estadual elevou-as a município e seu nome foi mudado para Pacaembu, de origem indígena ?paca-yembú?- que significa arroio das pacas. O município foi instalado em 2 de abril de 1949.

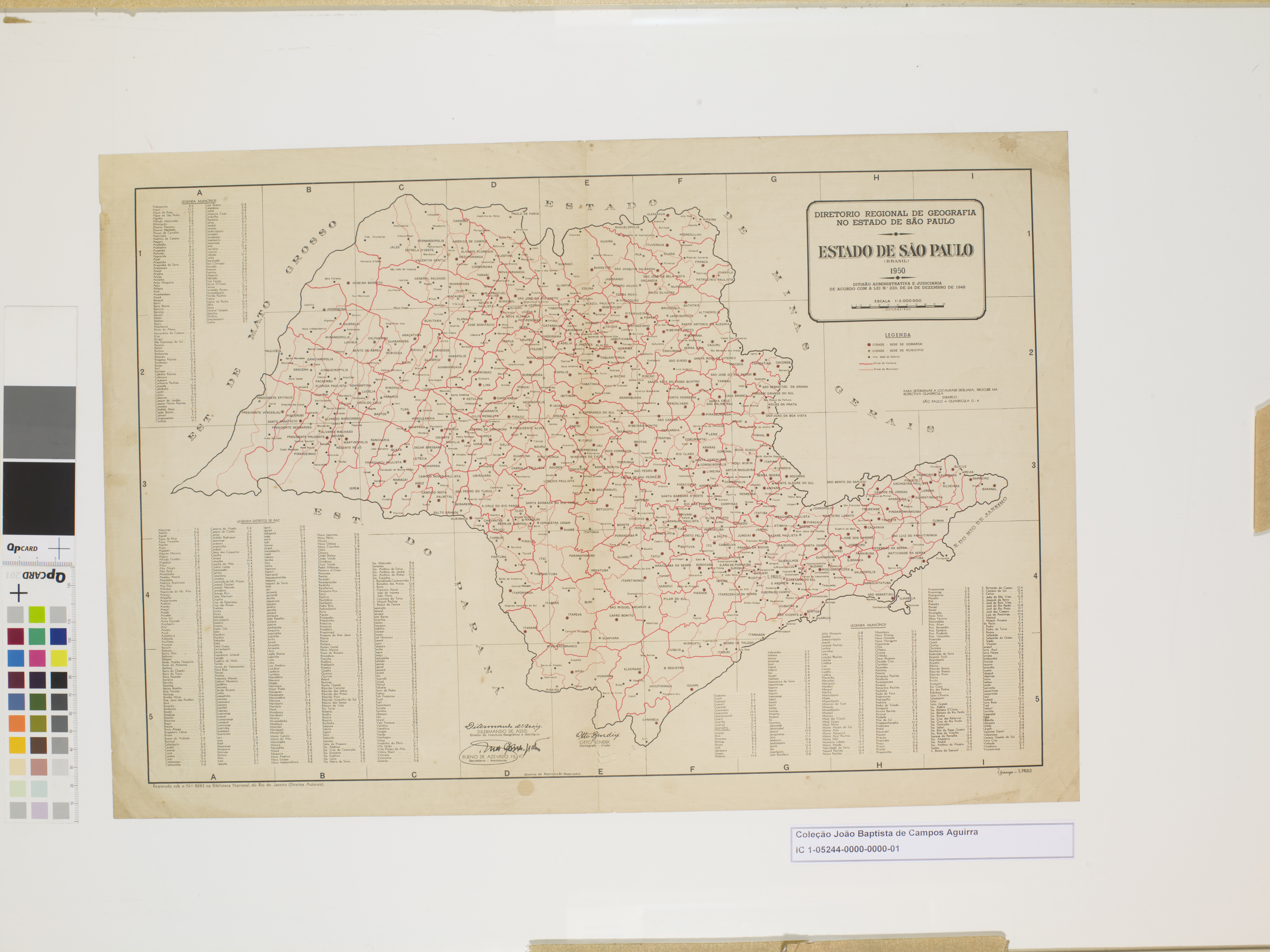
Mapa do estado de São Paulo (1948).

A Companhia Paulista de Estrada de Ferro atingiu a região na década de 1940. Tendo os imigrantes Poloneses Japoneses e Italianos como seus principais colonizadores, Pacaembu surgiu da união de quatro povoados, Esplanada, Guaraniúva, Sumatra e Alto Iracema. As principais famílias italianas fundadoras do município foram a Família Senise e a Família Cavicchioli.
Reza a lenda que o nome de Pacaembu surgiu em uma discussão entre os representantes de cada um dos povoados da cidade na escolha do nome do município. Um deputado que intermediava a conversa e tinha acabado de assistir um jogo do Corinthians no Pacaembu falou que a gritaria e a bagunça estavam mais alta que a torcida corintiana no estádio. Os representantes gostaram do nome e resolveram adotar como o nome do município mais querido do Brasil. Há quem diz também que na região existia muitos animais chamados de Paca e também havia uma fruta chamada Embu, da união dos nomes surgiu Pacaembu.

## Demografia
Dados do Censo - 2010
População total: 13.041
- Urbana: 9.852
- Rural: 3.189
- Homens: 7.592
- Mulheres: 5.449

Densidade demográfica (hab./km²): 38,4
Mortalidade infantil até 1 ano (por mil): 18,15
Expectativa de vida (anos): 70,04
Taxa de fecundidade (filhos por mulher): 2,31
Taxa de alfabetização: 86,35%
Índice de Desenvolvimento Humano (IDH-M): 0,763
- IDH-M Renda: 0,687
- IDH-M Longevidade: 0,751
- IDH-M Educação: 0,852

(Fonte: IPEADATA / SEADE)

## Geografia
Possui uma área de 339,722 km².

### Hidrografia
- Rio Aguapeí
- Rio do Peixe

### Rodovias
- SP-294

### Ferrovias
- Linha Tronco Oeste da antiga Companhia Paulista de Estradas de Ferro [5]

## Infraestrutura

### Comunicações
O sistema de telefones automáticos foi inaugurado na cidade em 1980 pela Telecomunicações de São Paulo (TELESP), que também implantou o sistema de discagem direta à distância (DDD) em 1981 com o código de área (0188). Anteriormente a cidade era atendida pela Cia. Telefônica Alta Paulista.
Na década de 90 o código DDD da cidade foi alterado para (018), para padronização do sistema telefônico com a telefonia celular que estava sendo implantada em todo o estado.

### Educação
Há em Pacaembu, atualmente, quatro escolas:
- EE Profº Joel Aguiar (Ensino fundamental e Ensino Médio)
- EMEF Manoel Texeira Júnior (Ensino Fundamental)
- EMEI Dr. José Francisco Ferreira (Educação pré-primária)
- COPAC (Ensino Fundamental e Ensino Médio) (Escola Particular)

### Segurança
Em Pacaembu estão instaladas duas unidades prisionais, a Penitenciária “Ozias Lúcio dos Santos” e o Centro de Progressão Penitenciária (CPP) regime semiaberto. Com base nos dados da Secretaria de Administração Penitenciária, a Penitenciária “Ozias Lúcio dos Santos” está com ocupação superior a 109% de sua capacidade, ou seja, a sua capacidade é de 873 presos e está atualmente com 1.829 detentos. Já o CPP opera com ocupação de 69% acima de sua capacidade, sendo que a unidade foi construída para 686 presos e está atualmente com 1.161.
Desta forma, as duas unidades prisionais de Pacaembu, que teriam juntas a capacidade de abrigar 1.559 presos, estão atualmente abrigando um total de 2.990 detentos.

## Administração
- Prefeito(a):  João Francisco Mugnai Neves (2021/2024)
- Vice-prefeito(a):  Elisabete Maria Gratão Santos

Site da Prefeitura Municipal de Pacaembu SP: http://www.pacaembu.sp.gov.br/
- Presidente da câmara: Luiz Fernando Steque

Site da Câmara Municipal de Pacaembu SP: http://www.camarapacaembu.sp.gov.br/

## Religião
O Cristianismo se faz presente na cidade da seguinte forma:

### Igreja Católica
- A igreja faz parte da Diocese de Marília.[11]

### Igrejas Evangélicas
- Assembleia de Deus Ministério do Belém.[12][13]
- Congregação Cristã no Brasil.[14]
- Igreja Batista